# Glaucidium albertinum
Mocho-pigmeu-albertino ou mochinho-albertino (Glaucidium albertinum) é uma espécie de ave da família Strigidae. Pode ser encontrada na República Democrática do Congo e Ruanda.